# North West Mounted Police
North West Mounted Police, ou Legião de heróis no Brasil e Os Sete Cavaleiros da Vitória em Portugal, é um filme estadunidense de 1940, do gênero faroeste, dirigido por Cecil B. DeMille.

## Sinopse
Em 1880, o Texas Ranger Dusty Rivers vai ao Canadá em perseguição ao criminoso Jacques Corbeau. Rivers é bem recebido pelos oficiais da Polícia Montada, mesmo com eles preocupados com rumores de uma rebelião cujo líder é justamente Corbeau.
Mas Dusty começa a ter atritos com o sargento Jim Britt ao conhecer e se apaixonar pela enfermeira April Logan, namorada do militar. Quando acontece a rebelião, a Polícia Montada quer prender Corbeau e o persegue, mas Dusty não desiste de levá-lo para ser julgado no Texas.

## Elenco
- Gary Cooper .... Dusty Rivers
- Madeleine Carroll .... April Logan
- Paulette Goddard .... Louvette Corbeau
- Preston Foster .... sargento Jim Brett
- Robert Preston .... Ronnie Logan
- George Bancroft .... Jacques Corbeau
- Lynne Overman .... Tod McDuff
- Akim Tamiroff .... Dan Duroc
- Walter Hampden ... Big Bear
- Lon Chaney Jr. .... Shorty
- Montagu Love .... inspetor Cabot
- Francis McDonald .... Louis Riel
- George E. Stone .... Johnny Pelang
- Willard Robertson .... superintendente Harrington
- Regis Toomey .... Jerry Moore
- Richard Denning .... Const. Thornton
- Lane Chandler ... Fyffe (naõ-creditado)
- Franklyn Farnum ... Homem na cidade (não-creditado)
- Al Ferguson ... Índio (não-creditado)
- Kermit Maynard ...	Porter (não-creditado)
- Noble Johnson - Nativo americano (não-creditado)[1]

## Principais prêmios e indicações
Oscar 1941 (EUA)
- Venceu na categoria de melhor montagem.
- Indicado nas categorias de melhor direção de arte colorida, melhor fotografia colorida, melhor trilha sonora original e melhor som.